# Leichtathletik-Weltmeisterschaften 2011/Teilnehmer (Israel)
| Goldmedaillen | Silbermedaillen | Bronzemedaillen |
| ------------- | --------------- | --------------- |
| —             | —               | —               |

Der israelische Leichtathletik-Verband stellte bei den Leichtathletik-Weltmeisterschaften 2011 im südkoreanischen Daegu je zwei Teilnehmerinnen und Teilnehmer.

## Ergebnisse

### Männer

#### Laufdisziplinen
| Athlet      | Disziplin | Vorlauf | Vorlauf | Halbfinale | Halbfinale | Finale | Finale |
| Athlet      | Disziplin | Zeit    | Platz   | Zeit       | Platz      | Zeit   | Platz  |
| ----------- | --------- | ------- | ------- | ---------- | ---------- | ------ | ------ |
| Zohar Zimro | Marathon  |         |         |            |            | DNF    | DNF    |

#### Sprung/Wurf
| Athlet         | Disziplin  | Qualifikation | Qualifikation | Finale             | Finale             |
| Athlet         | Disziplin  | Höhe          | Platz         | Höhe               | Platz              |
| -------------- | ---------- | ------------- | ------------- | ------------------ | ------------------ |
| Dmitry Kroyter | Hochsprung | 2,16 m        | 31            | nicht qualifiziert | nicht qualifiziert |

### Frauen

#### Sprung/Wurf
| Athletin         | Disziplin      | Qualifikation | Qualifikation | Finale             | Finale             |
| Athletin         | Disziplin      | Höhe          | Platz         | Höhe               | Platz              |
| ---------------- | -------------- | ------------- | ------------- | ------------------ | ------------------ |
| Danielle Frenkel | Hochsprung     | 1,85 m        | 24            | nicht qualifiziert | nicht qualifiziert |
| Jillian Schwartz | Stabhochsprung | 4,25 m        | 25            | nicht qualifiziert | nicht qualifiziert |